# Mario Jaksch
Mario Jaksch (* 8. Januar 1981) ist ein österreichischer Politiker der Freiheitlichen Partei Österreichs (FPÖ). Seit dem 6. Februar 2025 ist er Abgeordneter zum Burgenländischen Landtag.

## Leben

### Ausbildung und Beruf
Mario Jaksch besuchte von 1991 bis 1997 das Bundesgymnasium und Bundesrealgymnasium Bruck an der Leitha, das er jedoch ohne Abschluss verließ. Seinen Maturaabschluss holte er Jahre später im Rahmen einer Externistenprüfung nach. Anschließend begann er an der Universität Wien ein Studium der Politikwissenschaften, welches er 2017 mit dem akademischen Grad Bachelor of Arts abschloss.
Beruflich ist er als Referent für das Land Burgenland, davon einige Jahre im politischen Büro von Landesrat Alexander Petschnig, tätig.

### Politik
Jaksch ist seit 2012 Mitglied des Gemeinderats von Bruckneudorf, seit 2023 ist er auch Teil des Gemeindevorstandes. Er wurde 2021 zum Bezirksparteiobmann der FPÖ Neusiedl am See gewählt, zuvor war er bereits als geschäftsführender Bezirksparteiobmann und Bezirksgeschäftsführer tätig.
Bei der Landtagswahl 2025 kandidierte er für die FPÖ als Spitzenkandidat im Landtagswahlkreis 1, welcher den Bezirk Neusiedl am See umfasst, und wurde dabei direkt in den Burgenländischen Landtag gewählt. Am 6. Februar 2025 wurde er in der konstituierenden Sitzung der XXXIII. Gesetzgebungsperiode als Abgeordneter zum  Burgenländischen Landtag angelobt.